# 野口雨情
野口雨情（1882年5月29日—1945年1月27日）是日本的童謠、民謠作詞家與詩人。本名野口英吉。茨城縣北茨城市出身。

## 經歷
跟許多作曲家共同完成名作，和北原白秋、西條八十並稱童謠界的三大詩人。曾經在1927年、1939年兩度訪問台灣。

## 代表作
- 十五的月亮
- 七个孩子
- 红皮鞋
- 蓝眼娃娃（日语：青い眼の人形 (楽曲)）
- 肥皂泡（日语：シャボン玉 (唱歌)）
- 黄金虫
- 那个町这个町（日语：あの町この町）
- 雨中的月亮（日语：雨降りお月さん）
- 証城寺的狸囃子（日语：証城寺の狸囃子）

## 外部連結
- 野口 雨情：作家別作品 （页面存档备份，存于）（青空文庫）
- 野口雨情記念湯本溫泉童謠館 （页面存档备份，存于）